# Hesperoconopa aperta
Hesperoconopa aperta is een tweevleugelige uit de familie steltmuggen (Limoniidae). De soort komt voor in het Nearctisch gebied.